# Dietmanns (Bad Wurzach)
Dietmanns ist ein Stadtteil von Bad Wurzach im baden-württembergischen Landkreis Ravensburg in Deutschland.

## Beschreibung
Der Ort liegt erhöht, über dem nördlichen Rand des Wurzacher Riedes. Eine Erwähnung im Liber decimationis lässt sich im Jahre 1275 nachweisen. Infolge einer Pestepidemie, während des Dreißigjährigen Krieges starben 1628 die meisten Bewohner. Vier Jahre später am 8. Mai 1632 wurde die Ortschaft in Brand gesteckt. Bis zum Jahre 1806 war Dietmanns Bestandteil der Grafschaft Waldburg-Wolfegg. Danach kam Dietmanns zum Königreich Württemberg und dort in das Oberamt Waldsee.
Im Jahre 1898 schlossen sich die landwirtschaftlichen Betriebe des Ortes zusammen und gründeten eine Molkereigenossenschaft. Bis 1972 war die Gemeinde dann dem Landkreis Biberach zugeordnet.
Am 1. Januar 1973 wurde Dietmanns nach Bad Wurzach eingemeindet.
Dietmanns hat einen Kindergarten und einen Grundschulverbund mit dem benachbarten Ellwangen, welches schon zur Gemeinde Rot an der Rot gehört.
Rund um Christi Himmelfahrt findet seit 1977 das 5-tägige Traditionelle Frühlingsfest in Dietmanns statt, dass vom Musikverein Dietmanns veranstaltet wird. Bei diesem Fest sind jedes Jahr etwa 7.500 Besucher zu zählen.

## Lage
Dietmanns liegt etwa 3 Kilometer nordöstlich von Bad Wurzach und rund 4,5 Kilometer östlich von Unterschwarzach. Der Ort liegt im Naturraum Riß-Aitrach-Platten (Naturraum-Nr. 41), der Großlandschaft Donau-Iller-Lech-Platte (Großlandschaft-Nr. 4).
Dietmanns liegt im Gewässereinzugsgebiet der Dietmannser Ach, deren Quelle am westlichen Ortsrand von Dietmanns liegt. Am Südende des Ortes mündet der Witzmannser Quellbach in den Mühlbach, welcher rund 500 Meter westlich von Dietmanns in die Dietmannser Ach mündet.
Der Westrand der Bebauung von Dietmanns grenzt direkt an mehrere Schutzgebiete:
- Naturschutzgebiet Wurzacher Ried
- FFH-Gebiet Wurzacher Ried und Rohrsee
- Vogelschutzgebiet Wurzacher Ried

## Ortsgliederung

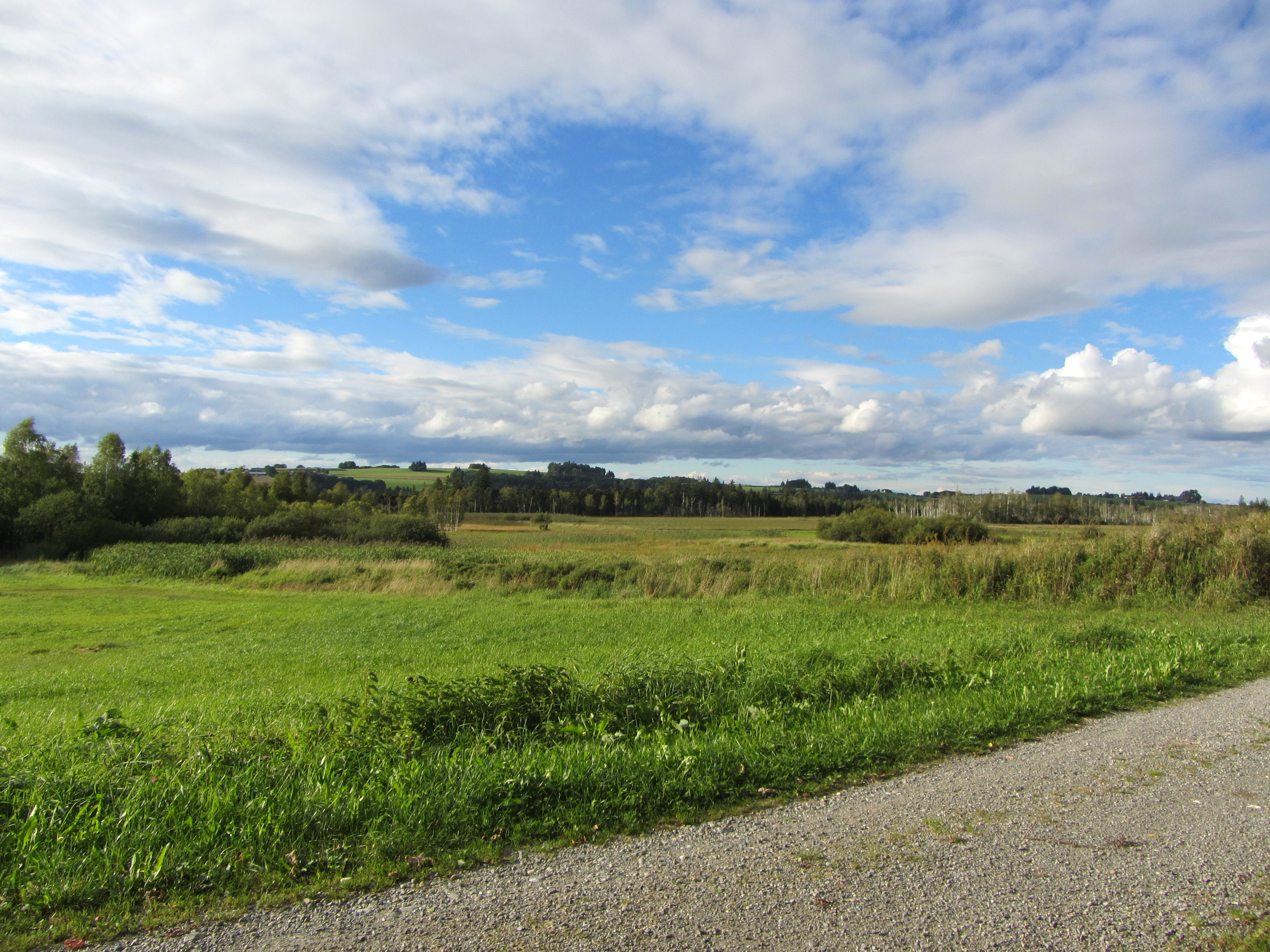
Wurzacher Ried bei Dietmanns (2012)

Zu Dietmanns das Dorf Dietmanns, die Weiler Falkenhäuser, Friedlings, Iggenau, Menzlis, Oberluizen, Oberschwarzach, Rupprechts, Unterluizen und Willis und die Höfe Banholz, Bruis, Kirchenbauer, Knobel, Kränkleshöfle, Kuchenbauer, Lachenbauer, Martinsbauer, Martinshof, Meseratshof, Mooshäusle, Sailerle, Schandhäuser, Schwaldhof, Sonnenberg, Storpenholz, Tannebauer, Tanneck und Zimmermartin.

## Geschichte

### Frühe Erwähnung und Herrschaftsverhältnisse
Dietmanns wurde erstmals im Jahr 1275 als Pfarrei und mit seiner Kirche urkundlich erwähnt. Der Ortsname „Tietmans“ deutet auf eine Siedlung der hochmittelalterlichen Ausbauzeit hin und geht vermutlich auf einen Personennamen zurück. Der Ort gehörte früher zur Herrschaft Schwarzach und verfügte über ein eigenes Gericht. Im Jahr 1446 gelangte Dietmanns zusammen mit der Herrschaft Schwarzach als österreichisches Lehen von den Wielen von Michelwinnaden an die Truchsessen von Waldburg. Bei der Teilung von 1672 kam Dietmanns zur Grafschaft Wolfegg. Das Patronat der Kirche lag 1353 bei Österreich und später bei den Truchsessen von Waldburg.

### Pest und Dreißigjähriger Krieg
Im Jahr 1628 forderte die Pest einen Großteil der Einwohnerschaft. Während des Dreißigjährigen Kriegs steckten versprengte schwedische Truppen, die Oberschwaben eroberten, den Ort am 8. Mai 1632 in Brand.

### Vereinödung und spätere Verwaltungszugehörigkeit
Die Vereinödung von Dietmanns erfolgte in den Jahren 1818 und 1819. Erst nach 1830 wurden die Höfe Kirchenbauer, Kränkleshöfle und Martinsbauer außerhalb des ursprünglichen Siedlungskerns errichtet. Im Jahr 1806 kam Dietmanns unter württembergische Staatshoheit und gehörte zum Oberamt Waldsee, ab 1938 zum Landkreis Biberach. Die heutige katholische Pfarrkirche Sankt Ulrich und Margareta wurde in den Jahren 1739/40 erbaut, wobei der Turm älter ist (um 1494, 1616 erneuert). Eine Renovierung der Kirche fand in den Jahren 1972/74 statt. Heute wird die Pfarrei von Bad Wurzach aus versorgt. Die evangelischen Einwohner gehören zur Kirchengemeinde Bad Wurzach.

### Eingemeindung nach Bad Wurzach
Im Zuge der Gemeindereform wurde Dietmanns am 1. Januar 1973 nach Bad Wurzach eingemeindet.

## Bauwerke
In Dietmanns befinden sich die Pfarrkirche St. Ulrich und Margareta und die Hofkapellen Lachenbauer und Schwaldhof. Die kirchliche Gemeinde gehört zum Dekanat Allgäu-Oberschwaben in der Diözese Rottenburg-Stuttgart.

## Personen, die vor Ort wirkten
- Heiko Butscher (* 1980), Fußballspieler, wuchs in Dietmanns auf. Heiko spielte in der Bundesliga viele Jahre als Kapitän beim SC Freiburg und auch noch zwei Jahre bei Eintracht Frankfurt. Aktuell ist er im Trainerteam der Profi-Mannschaft des VfL Bochum.